# Wulfstan de Hedeby
Pour les articles homonymes, voir Wulfstan.
Wulfstan est un voyageur de la fin du IXe siècle. Il est connu grâce au récit de son voyage en bateau entre les ports de Hedeby et Truso, sur le littoral austral de la mer Baltique, et sa description des coutumes des Estes. Ce récit est inséré dans la traduction en vieil anglais des Histoires contre les païens de Paul Orose réalisée sous le règne du roi des Anglo-Saxons Alfred le Grand, juste après un autre récit de voyage, celui du Norvégien Ohthere.

## Biographie
Le texte de la traduction des Histoires contre les païens n'offre aucune information d'ordre biographique concernant Wulfstan. Son nom est anglo-saxon, mais il pourrait s'agir d'une adaptation d'un nom norrois comme Ulfstein. Pour Stéphane Lebecq, il est tout de même plus plausible qu'il soit d'origine anglaise que scandinave. Il est couramment décrit comme un commerçant, mais les raisons de son voyage sont inconnues et pourraient tout aussi bien être d'ordre missionnaire.

## Le voyage de Wulfstan

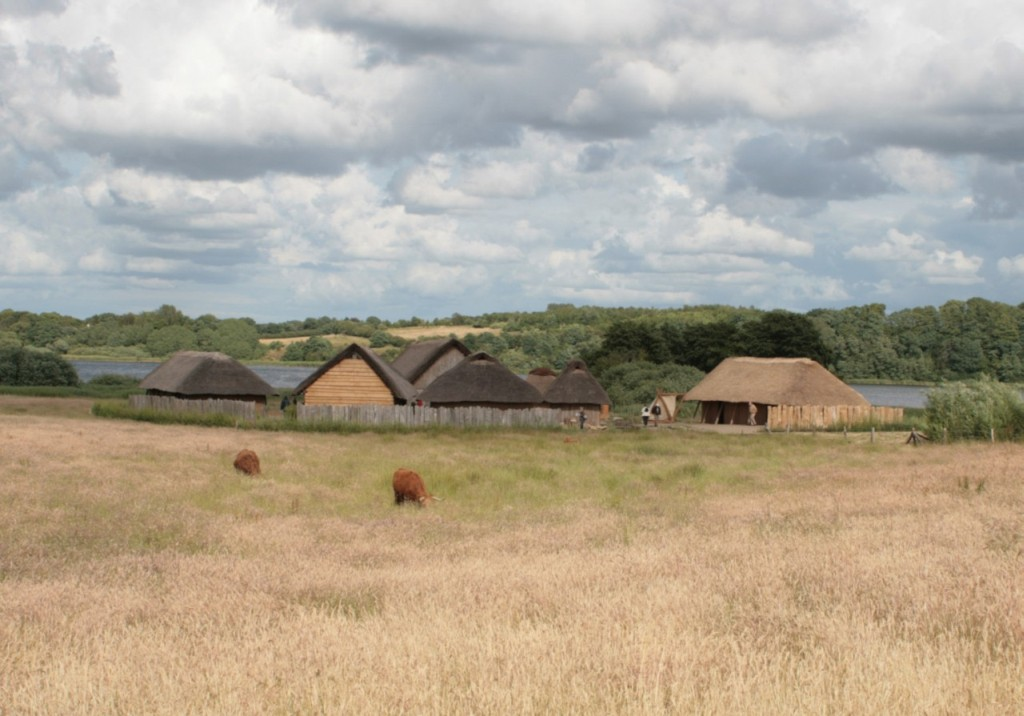
Reconstitution de maisons médiévales à Hedeby, point de départ du voyage de Wulfstan.

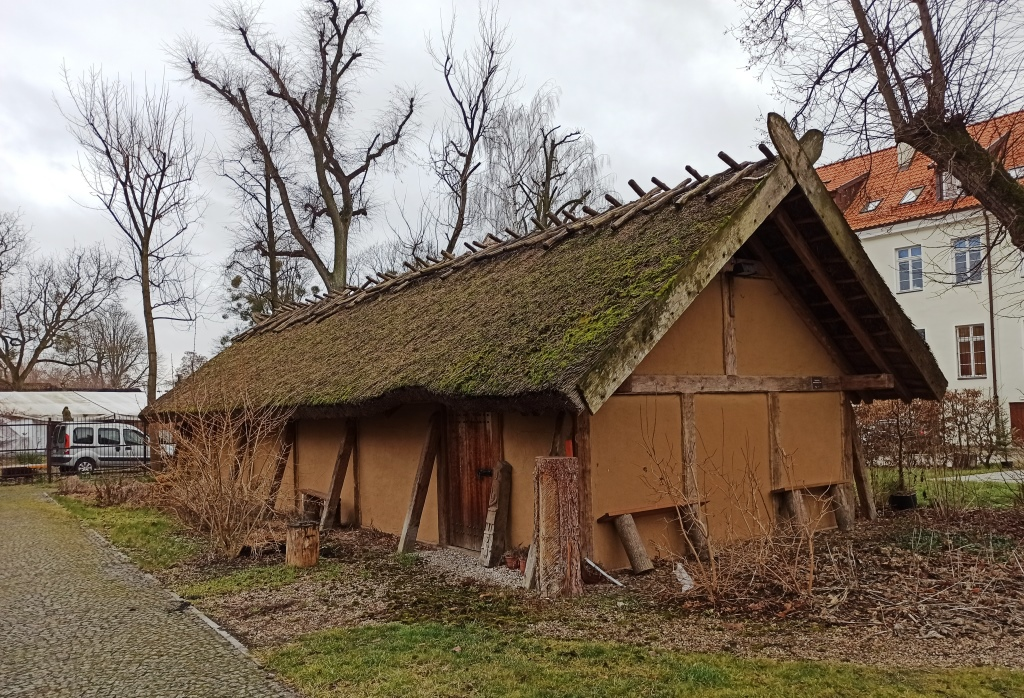
Reconstitution d'une maison médiévale à Truso, point d'arrivée du voyage de Wulfstan.

Wulfstan décrit un voyage à la voile de sept jours et sept nuits entre æt Hæthum (Hedeby) et Truso (Elbląg). Il énumère les pays croisés durant cette traversée : à tribord, il s'agit du Wendland, tandis qu'à babord se succèdent les contrées danoises de Langaland (Langeland), Læland (Lolland), Falster (Falster) et Sconeg (Scanie), puis Burgenda land (Bornholm), dont il indique qu'elle possède son propre roi, et enfin les contrées suédoises de Blecingæg (Blekinge), Meore (Möre (en)), Eowland (Öland) et Gotland (Gotland). Son navire atteint ensuite l'estuaire de la Vistule, peuple qui sépare le Wentland du Witland, le pays des Estes. Il décrit comment le fleuve et la rivière Ilfing (l'Elbląg) se jettent dans l'Estmere (la lagune de la Vistule).
Le reste du récit se concentre sur les Estes. Wulfstan décrit l'Estland comme un pays vaste, avec de nombreuses forteresses, chacune gouvernée par son propre roi. Il note que les Estes ne brassent pas de bière et consomment plutôt du lait de jument pour les plus riches et de l'hydromel pour les pauvres. Il offre ensuite un récit détaillé du rite funéraire des Estes, expliquant que le corps d'un homme mort repose dans sa demeure pendant un certain temps avant d'être incinéré, tandis que ses proches boivent et festoient. Le partage des biens du défunt implique une course à cheval entre les hommes désirant revendiquer une part d'héritage, d'où la grande valeur attachée par les Estes aux chevaux rapides :

« Venu le jour où l'on s'apprête à transporter le corps jusqu'au bûcher, on partage ses biens, du moins tout ce qui en reste après les beuveries et les réjouissances, en cinq ou six lots, quelquefois plus, suivant leur importance. Alors on installe le plus gros lot à environ un mile de l'établissement, puis le second, puis le troisième, de manière que tout soit ainsi réparti à l'intérieur de ce seul mile, et que le plus petit lot soit installé au plus près de l'endroit où repose le défunt. Alors tous les hommes qui dans le pays possèdent les chevaux les plus rapides se rassemblent à environ cinq ou six miles de là ; et tous se lancent au galop vers les lots : celui qui a le cheval le plus rapide arrive au premier lot, qui est aussi le plus gros, et ainsi de suite jusqu'à ce que tout ait été emporté ; et il a le plus petit lot celui qui termine sa course au plus près de l’établissement. Alors chacun d'eux reprend sa route avec son lot, et il lui est permis de le garder tout entier. »

Wulfstan attribue enfin à une tribu este le pouvoir de créer le froid, expliquant comment les corps peuvent attendre plusieurs mois leur crémation sans se décomposer.
Dans les manuscrits, le texte du récit de Wulfstan apparaît immédiatement après celui d'un autre voyageur, le Norvégien Ohthere. Les deux sont présentés en discours indirect (les premiers mots du récit de Wulfstan sont « Wulfstan dit ») et Ohthere est décrit comme s'adressant à Alfred le Grand, roi du Wessex puis des Anglo-Saxons de 871 à 899. Par extension, Alfred est également considéré comme l'interlocuteur de Wulfstan, bien que le texte ne le mentionne pas explicitement.

## Sources
Le récit de Wulfstan est préservé dans deux copies médiévales de la traduction en vieil anglais des Histoires contre les païens, un traité rédigé au début du Ve siècle par l'historien gallécien de langue latine Paul Orose. La plus ancienne des deux copies est le manuscrit Add 47967 de la British Library, daté entre 870 et 930, mais le cahier dans lequel figurait le récit de Wulfstan (aux folios 9v et 10r) a disparu. Il a été remplacé au XVIIe siècle par une copie du passage correspondant de l'autre manuscrit de l'Orose vieil-anglais, Cotton MS Tiberius B I, également conservé à la British Library. Dans cette copie produite au début du XIe siècle, le voyage de Wulfstan s'étend des folios 13v à 15r.